# Megaphobema teceae
Megaphobema teceae is een spinnensoort in de taxonomische indeling van de vogelspinnen (Theraphosidae).
Het dier behoort tot het geslacht Megaphobema. De wetenschappelijke naam van de soort werd voor het eerst geldig gepubliceerd in 2006 door Pérez-Miles, Miglio & Bonaldo.